# Corrado Annicelli
Corrado Annicelli (Napoli, 1º settembre 1905 – Roma, 28 agosto 1984) è stato un attore italiano.
Figlio di un ricco notaio di Sorrento, all'età di quindici anni fu una delle ultime conquiste capresi del barone Jacques d'Adelswärd-Fersen; sarà lui, insieme a Nino Cesarini, il 5 novembre 1923 a trovare il corpo esanime del barone a Villa Lysis.
Successivamente intraprenderà l'attività di attore di teatro, radiofonico, cinematografico e televisivo di una certa notorietà.

## Filmografia

### Cinema
- Si fa così, regia di Adriano Giovannetti (1934)
- L'anonima Roylott, regia di Raffaello Matarazzo (1936)
- Gli uomini non guardano il cielo, regia di Umberto Scarpelli (1952)
- La cieca di Sorrento, regia di Giacomo Gentilomo (1952)
- Nerone e Messalina, regia di Primo Zeglio (1953)
- Uomini ombra, regia di Francesco De Robertis (1954)
- Amore e smarrimento, regia di Filippo Walter Ratti (1954)
- Scapricciatiello, regia di Luigi Capuano (1955)
- Totò, Peppino e la... malafemmina, regia di Camillo Mastrocinque (1956)
- Il conte di Matera, regia di Luigi Capuano (1957)
- A sud niente di nuovo, regia di Giorgio Simonelli (1957)
- Il bacio del sole (Don Vesuvio), regia di Siro Marcellini (1958)
- I pirati della costa, regia di Domenico Paolella (1960)
- L'ultimo dei Vikinghi, regia di Giacomo Gentilomo (1961)
- Il terrore dei mari, regia di Domenico Paolella (1961)
- Il segreto dello sparviero nero, regia di Domenico Paolella (1961)
- Gli attendenti, regia di Giorgio Bianchi (1961)
- Marte, dio della guerra, regia di Marcello Baldi (1962)
- Sfida nella città dell'oro, regia di Hermann Kugelstadt, Alfredo Medori e Wolfgang Schleif (1962)
- Sherlock Holmes - La valle del terrore (Sherlock Holmes und das Halsband des Todes), regia di Terence Fisher (1962)
- Il segreto del garofano cinese, regia di Rudolf Zehetgruber (1964)
- Il figlio di Cleopatra, regia di Ferdinando Baldi (1964)
- Per mille dollari al giorno, regia di Silvio Amadio (1966)
- Lo chiamavano Verità, regia di Luigi Perelli (1972)
- Il testimone deve tacere, regia di Giuseppe Rosati (1974)
- Il bacio, regia di Mario Lanfranchi (1974)
- Cagliostro, regia di Daniele Pettinari (1975)
- Divina creatura, regia di Giuseppe Patroni Griffi (1975)

### Televisione
- Il processo di Mary Dugan, commedia di Bayard Veiller, regia di Claudio Fino (1954)
- L'Alfiere, regia di Anton Giulio Majano - sceneggiato, 2 episodi (1956)
- Questa sera parla Mark Twain, regia di Daniele D'Anza - sceneggiato, 1 episodio (1965)
- La figlia del capitano,  regia di Leonardo Cortese - sceneggiato, 1 episodio (1965)
- Vita di Dante, regia di Vittorio Cottafavi - sceneggiato, 2 episodi (1965)
- Vita di Cavour, regia di Piero Schivazappa - sceneggiato, 2 episodi (1967)
- Il triangolo rosso - serie TV, 1 episodio (1967)
- La donna di quadri, regia di Leonardo Cortese - sceneggiato, 1 episodio (1968)
- Aria del continente, regia di Marcello Sartarelli - film TV (1970)
- Il cappello del prete, regia di Sandro Bolchi - sceneggiato, 3 episodi (1970)
- Marcovaldo, regia di Giuseppe Bennati - sceneggiato, 4 episodi (1970)
- Un certo Harry Brent, regia di Leonardo Cortese - sceneggiato, 1 episodio (1970)
- Nero Wolfe - serie TV, 1 episodio (1971)
- Castigo, regia di Anton Giulio Majano - sceneggiato, 2 episodi (1977)
- Storie della camorra, regia di Paolo Gazzara - sceneggiato, 1 episodio (1978)
- In memoria di una signora amica, di Giuseppe Patroni Griffi, regia di Mario Ferrero, trasmessa dal Secondo canale il 28 ottobre 1978
- Il fascino dell'insolito - serie TV, 1 episodio (1980)